# Mútne
Mútne este o comună slovacă, aflată în districtul Námestovo din regiunea Žilina. Localitatea se află la altitudinea de 787 m deasupra n.m., se întinde pe o suprafață de 64,45 km2 și în 2017 număra 2.990 de locuitori. Se învecinează cu comuna Oravské Veselé.

## Istoric
Localitatea Mútne este atestată documentar din 1659.

## Demografie
| An:                | 1994 | 2004   | 2014   | 2024    |
| ------------------ | ---- | ------ | ------ | ------- |
| Număr de persoane: | 2562 | 2805   | 2911   | 3249    |
| Diferență:         |      | +9,48% | +3,77% | +11,61% |

| An:                | 2023 | 2024   |
| ------------------ | ---- | ------ |
| Număr de persoane: | 3207 | 3249   |
| Diferență:         |      | +1,30% |